# Sultiame
Il sultiame è un inibitore dell'anidrasi carbonica che è stato impiegato come antiepilettico nel trattamento del grande male e di altre forme di epilessia. Il farmaco non era utilizzato nel trattamento delle crisi di assenza . Il sultiame, farmaco ormai obsoleto come antiepilettico, era impiegato in associazione con altri antiepilettici e si riteneva che la sua attività principale consistesse nell'inibire il metabolismo di tali farmaci.
Il sultiame viene assorbito prontamente, ma con grande variabilità, dal tratto gastrointestinale. In seguito alla somministrazione di dosi orali comprese tra 3 e 14,5 mg/kg a 36 pazienti si sono ottenute concentrazioni sieriche da 0,5 a 12,5 µg/ml, i cui picchi sono stati raggiunti in 1-5 ore. Durante un trattamento a lungo termine il 17-70% di una dose giornaliera viene escreto in 24 ore, per il 60% come molecola immodificata e per il resto come metaboliti inattivi. Fino al 15% di farmaco può essere eliminato con le feci.
Nell'uomo, concentrazioni ematiche di 12-26 µg/ml sono state associate a decessi.
Il sultiame veniva somministrato per via orale in dosi iniziali di 100 mg due volte al giorno, da aumentare gradualmente fino a 200 mg tre volte al giorno.